# EMnet
EMnet（エムネット）は、ワイモバイル（旧・イー・アクセス）が提供する携帯電話であるイー・モバイルにおける、インターネット接続サービスの名称。携帯電話向けメールサービス「EMnetメール」および携帯電話機向けウェブ閲覧機能を使用する際、利用する事が必須とされるオプションである。

## 沿革
- 2008年3月28日 通話サービス開業と共にEMnetサービス開始
- 2014年12月31日 課金コンテンツの提供を終了
- 2015年1月20日 ストリーミング機能の終了[1]

## 料金
月額使用料300円（税込315円）およびデータ量に応じたパケット利用料金がかかる。有料コンテンツを利用した場合、情報サービス提供者に代わりイー・アクセスが月額料金に情報料を加算して請求する。

## サービス
- 携帯電話向けサイトおよびパソコン向けサイトへのアクセス（フルブラウザを含む）
- EMnetメール送受信
  - 絵文字
  - デコレーションメール
- 音楽配信
  - 着信メロディ
  - 着うた…現在、新規のダウンロードは停止
  - 着うたフル…同上
  - mora win
- Javaアプリ
  - ゲームアプリ

## ユーザIDの送信機能
EMnetで接続して、ウェブブラウザの設定で wm.internal.emnet.ne.jp:8080 をProxyサーバに指定すると、HTTPリクエストに「X-EM-UID」ヘッダが付加され、契約者固有ID（イー・モバイルのユーザID）がすべてのウェブサイトに送信される。

## 特徴
- インターネットに接続するだけ（emnetメールアドレスや公式コンテンツのサービスが不要）なら、EMnetのオプションは申し込まなくてよい。
- EMnetサービス利用と同時にEMnetメールのメールアドレス、xxx@emnet.ne.jpが1つ提供される。このアドレスはプッシュ配信に対応するので、他社携帯と同等の携帯メールサービスとなる。S3x以降の音声端末では、2011年7月時点ではメールサービスのみ対応（「EMnetメールアプリ」のインストールを要する）。
- 従来、xxx@emnet.ne.jpのドメインを対象としていなかったため、EMnet利用者がじぶん銀行での口座開設は出来なかったが、2011年8月15日より対応開始となった。ただし、利用可能端末は、S3x系以降GSシリーズまでのAndroidスマートフォンのみ（「EMnetメール(現・emobileメッセージ)」アプリおよび「じぶん銀行アプリ」のインストールを要する）となり、それ以外の端末はパソコンでの利用となる（GLxxSシリーズは、後述のように、Gmailを利用する形となるため、「じぶん銀行アプリ」のみ使用可能）。
- LTEスマートフォン向け契約では、EMnetオプションを付加することができない。そのため、EMnetメールは使用できず、emobileメール(***@emobile.ne.jp)およびSMSのみが利用可能[2]。また、おサイフケータイのサービスはEMnetオプションなしで利用可能である。なお、従来のAndroid端末でemobileメールを利用する場合で、EMnet契約をしない場合は、「emobileメッセージ」アプリをemobile.ne.jpで利用する設定により、MMSとして利用可能。EMnetメールと併用する場合は、emobileメール利用のために、別途「emobileメール」アプリをインストールすることで可能となる。

## 対応機種
- H11T
- H11HW
- H12HW
- H31IA
- S11HT
- S12HT
- S21HT
- S22HT
- HTC Aria (S31HT)　※コンテンツサービス非対応（メールは対応）
- Pocket WiFi S（S31HW）　※コンテンツサービス非対応（メールは対応）
- Pocket WiFi SII（S41HW） ※コンテンツサービス非対応（メールは対応）
- S42HW ※コンテンツサービス非対応（メールは対応）
- S51SE ※コンテンツサービス一部対応（メールは対応）
- GS01 ※コンテンツサービス一部対応（メールは対応）
- GS02 ※コンテンツサービス一部対応（メールは対応）
- GS03 ※コンテンツサービス一部対応（メールは対応）
- GL07S ※コンテンツサービス一部対応（メール非対応のため、emobileメールで対応）

## 非対応機種
- すべてのデータ通信専用端末
- GL07S - LTE契約ではEMnet加入不可。メールサービスはemobileメールを利用できる。おサイフケータイに対応。
  - おサイフケータイ（モバイルFeliCa）は、同機の発売日である2013年3月7日よりサービス開始。利用において、EMnetオプションは不要である。ただし、emobileメールではじぶん銀行の利用ができないため、Gmailで代替することで利用可能。

## 同業他社の携帯電話インターネット接続サービス
- iモード(iモード付加機能使用料)/spモード - NTTドコモ
- EZweb(EZ WINコース)/IS NET(IS NETコース)/LTE NET/LTE NET(V) - KDDI/沖縄セルラー電話 (au)
- Yahoo!ケータイ(S!ベーシックパック→2016年9月13日以降は、ウェブ基本料) - ソフトバンク